# نقابة المحامين الدولية
نِقَابَةُ المحامين الدولية (IBA)، التي تأسست في عام 1947، هي نقابة المحامين من الممارسين القانونيين الدوليين، ونقابات المحامين والجمعيات القانونية. تضم رابطة المحامين الدولية حاليًا أكثر من 80.000 محامٍ فردي و 190 نقابة محامين وجمعيات قانونية. يقع مقرها العالمي في لندن ، إنجلترا، ولها مكاتب إقليمية في واشنطن العاصمة، الولايات المتحدة، سيول، كوريا الجنوبية وساو باولو، البرازيل.

## التقسيمات واللجان
تم تجميعها في قسمين - قسم الممارسة القانونية وقسم المصلحة العامة والمهنية - تغطي رابطة المحامين الدولية جميع مجالات الممارسة والاهتمامات المهنية، وتتيح للأعضاء الوصول إلى كبار الخبراء والمعلومات الحديثة.
من خلال اللجان المختلفة للأقسام، يمكّن النقابة من تبادل المعلومات والآراء بين أعضائه فيما يتعلق بالقوانين والممارسات والمسؤوليات المهنية المتعلقة بممارسة قانون الأعمال في جميع أنحاء العالم.
المنشورات والمؤتمرات
بالإضافة إلى ذلك، توفر منشورات النقابة عالية الجودة ومؤتمرات عالمية المستوى تطويرًا مهنيًا لا مثيل له وفرصًا لبناء الشبكات للممارسين القانونيين الدوليين والموظفين المحترفين.
معهد النقابة لحقوق الإنسان
يعمل معهد النقابة لحقوق الإنسان (IBAHRI) في جميع أنحاء الجمعية على تعزيز حقوق الإنسان وحمايتها وإنفاذها بموجب سيادة القانون العادلة، والحفاظ على استقلال القضاء ومهنة القانون في جميع أنحاء العالم.

## الأهداف والغايات
الأهداف والغايات الرئيسية لرابطة المحامين الدولية هي:
1. تشجيع تبادل المعلومات بين الجمعيات القانونية حول العالم
2. دعم استقلالية القضاء وحق المحامين في ممارسة مهنتهم دون تدخل
3. دعم حقوق الإنسان للمحامين في جميع أنحاء العالم من خلال معهد حقوق الإنسان التابع لها

## تاريخ النقابة
اجتمع ممثلو 34 نقابة محامين وطنية في مدينة نيويورك، نيويورك في 17 فبراير 1947 لإنشاء رابطة المحامين الدولية. اقتصرت العضوية الأولية على نقابات المحامين والجمعيات القانونية، ولكن في عام 1970، تم فتح عضوية نقابة المحامين الدولية للمحامين الأفراد. أعضاء في مهنة المحاماة بما في ذلك محامين القضاء العام والؤيد والمحامين، وأعضاء السلطة القضائية، والمحامين الداخليين، والمحامين الحكوميين، والأكاديميين وطلاب القانون يشكلون أعضاء رابطة المحامين الدولية.

## العلاقات مع المنظمات الدولية الأخرى
وقد حصلت رابطة المحامين الدولية على مركز استشاري خاص أمام الجمعية العامة للأمم المتحدة والمجلس الاقتصادي والاجتماعي للأمم المتحدة منذ عام 1947. في 9 أكتوبر 2012، وقعت رابطة المحامين الدولية مذكرة تفاهم مع منظمة التعاون الاقتصادي والتنمية (OECD). كما تشارك رابطة المحامين الدولية مع منظمة التعاون والتنمية في الميدان الاقتصادي ومكتب الأمم المتحدة المعني بالمخدرات والجريمة في إستراتيجية مكافحة الفساد للمهن القانونية، وهي مبادرة لمحاربة الفساد. كما شاركت شراكة الموازنة الدولية مع منظمات أخرى بما في ذلك الاتحاد الدولي للمحاسبين (IFAC) والمنظمة الدولية لأرباب العمل (IOE).
مع بدء الدورة الرابعة والأربعين لمجلس الأمم المتحدة لحقوق الإنسان، بالتزامن مع الذكرى الثلاثين لمبادئ الأمم المتحدة الأساسية بشأن دور المحامين، تحث نقابة المحامين الدولية الدول الأعضاء على دعم المبادئ الأساسية للأمم المتحدة ودور المهنة القانونية في دعم سيادة القانون وتعزيز وحماية حقوق الإنسان.
أصدرت نقابة المحامين الدولية دعوة مشتركة للعمل - وقعت عليها 50 نقابة محامين، وجمعيات قانونية، ومنظمات محامين وطنية ودولية من جميع أنحاء العالم - بالاشتراك مع اتحاد المحامين الدولي والاتحاد الياباني لنقابات المحامين. وهي متوفرة باللغات الإنجليزية والفرنسية والإسبانية.

## هيكل النقابة
ينقسم النقابة إلى قسمين - قسم الممارسة القانونية (LPD) وقسم المصلحة العامة والمهنية (PPID). يضم كل قسم لجان ومنتديات مختلفة مخصصة لمجالات ممارسة محددة. تصدر هذه اللجان والمنتديات منشورات منتظمة تركز على الممارسة القانونية الدولية.
يضم قسم المصلحة العامة لجنة قضايا المحامين (BIC) ومعهد حقوق الإنسان (IBAHRI). تم تأسيس هيئة استثمار البصرة في عام 2004 وتتكون من ممثلين عن نقابات المحامين والجمعيات القانونية حول العالم.
المدير التنفيذي الحالي لرابطة المحامين الدولية هو مارك إليس.

### معهد حقوق الإنسان
تأسس معهد حقوق الإنسان التابع لرابطة المحامين الدولية في عام 1995 تحت الرئاسة الفخرية لنيلسون مانديلا. بيان مهمة المعهد الدولي لأبحاث حقوق الإنسان هو «تعزيز حقوق الإنسان وحمايتها وإنفاذها في ظل سيادة القانون العادلة». يضطلع المعهد الدولي لبحوث حقوق الإنسان بمجموعة متنوعة من المشاريع في مجال حقوق الإنسان وسيادة القانون، ولا سيما فيما يتعلق باستقلال القضاء وحقوق المحاكمة العادلة.

## مدونات وتوجيهات بشأن الممارسة القانونية
تصدر رابطة المحامين الدولية رموزًا وإرشادات حول الممارسة القانونية الدولية. يتم استخدام قواعد النقابة بشأن أخذ الأدلة في التحكيم الدولي، المعتمدة في 1999 والمراجعة في 2010، من قبل الأطراف في التحكيم التجاري الدولي.
أصدرت النقابة أيضًا: إرشادات النقابة بشأن تضارب المصالح في التحكيم الدولي، إرشادات النقابة لصياغة شروط التحكيم الدولية، ومبادئ النقابة بشأن سلوك المهنة القانونية (2011).

## فرق العمل ومجموعات العمل
- فريق العمل المعني بسيادة القانون[21]

- فرقة العمل المعنية بالأزمة المالية[22]
- فرقة العمل المعنية بالإرهاب الدولي[23]

## جائزة المحامي الدولي المتميز النقابة
حصلت رابطة المحامين الدولية على جائزة تُمنح لمحامية بارزة اعتبرت أنها تستحق هذا الاعتراف. يتم منحها كل عامين وترعاها LexisNexis . ويشمل التبرع بمبلغ 5000 دولار أمريكي لجمعية خيرية من اختيار الفائز.
من بين المستفيدين السابقين من الجائزة ما يلي:
- هيلفي سيبيلا من فنلندا عام 2001
- نافي بيلاي من جنوب أفريقيا في 2003
- ديانا كيمبي من برمودا عام 2006
- آن ماري هاتشينسون من إنجلترا في 2010
- أولوفوليك سولانكي من نيجيريا عام 2012
- توكيا كانكاسا مابولا من زامبيا في 2014
- كارول Xueref من فرنسا في عام 2016[25]
- Eloísa Machado de Almeida من البرازيل في 2018[26]

## رؤساء النقابة الأخيرين
- 2018 – 2019: هوراسيو بيرنانديس نيتو،  البرازيل
- 2017 – 2018: مارتن Šolc،  جمهورية التشيك
- 2015 – 2017: ديفيد دبليو ريفكين،  الولايات المتحدة[27]
- 2013 – 2014: مايكل رينولدز،  المملكة المتحدة[28][29]
- 2011 – 2012: أكيرا كاوامورا،  اليابان
- 2009 – 2010: فرناندو بيلايز-بيير،  فنزويلا
- 2007 – 2008: فرناندو بومبو،  إسبانيا
- 2005 – 2006: فرانسيس نييت،  المملكة المتحدة
- 2003 – 2004: إميليو كارديناس،  الأرجنتين
- 2001 – 2002: ديانا كيمبي،  برمودا
- 1999 – 2000: كلاوس Böhlhoff،  ألمانيا
- 1997 – 1998: ديزموند فرناندو  سريلانكا

## روابط خارجية
- الموقع الرسمي لنقابة المحامين الدولية